# René Adamczewski
René Adamczewski (* 15. November 1968 in Ost-Berlin) ist ein ehemaliger deutscher Fußballspieler. In der höchsten Spielklasse des DDR-Fußballs, der Oberliga, spielte er für den 1. FC Union Berlin. Adamczewski ist neunfacher Nachwuchsnationalspieler des DFV.

## Sportliche Laufbahn

### Gemeinschafts-, Club- und Vereinsstationen
Adamczewskis Laufbahn als Fußballspieler begann 1977 bei der BSG Berliner Brauereien. 1979 wechselte er zum 1. FC Union Berlin, bei dem er 1987 zum Juniorennationalspieler wurde. Zur Saison 1987/88 wurde er vom 1. FC Union für dessen Oberligamannschaft nominiert. Nachdem er bereits im Pokalspiel der 1. Runde KKW Greifswald – 1. FC Union (0:2) am 12. September mitgewirkt hatte, gab er seinen Einstand in der Oberliga im ersten Spiel der Rückrunde am 27. Februar 1988. Beim 2:2-Remis der Eisernen, die erstmals vom erst 32-jährigen Karsten Heine in der Oberliga betreut wurden, gegen den FC Vorwärts Frankfurt (Oder) wurde er vor dem heimischen Publikum im linken Mittelfeld aufgeboten. Bis zum Saisonende bestritt der 1,84 Meter große Mittelfeldspieler insgesamt elf Oberligaspiele.
1988 schloss Adamczewski auch seine Lehre zum Autoschlosser ab. Im Laufe der Spielzeit 1988/89 funktionierte Trainer Karsten Heine Adamczewski zum Stürmer um, mit dem Erfolg, dass dieser zum erfolgreichsten Torschützen der Unioner wurde. Seine fünf Oberligatore spiegeln jedoch die Schussschwäche seiner Mannschaft wider, die mit 22 Treffern die schlechteste Ausbeute aller Oberligateams erreichte und damit zum Absteiger wurde. Die Union-Fans honorierten Adamczewskis Leistung trotzdem und wählten ihn zum „Unioner des Jahres 1989“.
In der DDR-Liga-Saison 1989/90 gehörte Adamczewski mit 30 Punktspieleinsätzen und elf Toren erneute zu den Stützen der Unioner, die als Staffelzweiter jedoch den sofortigen Wiederaufstieg verpassten. Im zweiten Ligajahr 1990/91 machten sich erstmals Kniebeschwerden bei Adamczewski bemerkbar, die später zum vorzeitigen Ende seiner sportlichen Karriere führten. In dieser Spielzeit bestritt er nur noch 18 der 29 Punktspiele, kam aber noch auf acht Tore. In den folgenden sechs Relegationsspielen kam er nicht zum Einsatz. Von der Saison 1991/92 an spielte der 1. FC Union Berlin nach Einstellung des DDR-Fußballspielbetriebes in der drittklassigen Oberliga Nordost. Dort war Adamczewski noch bis 1993 aktiv, absolvierte von den 70 Punktspielen der beiden Spielzeiten nur noch 31 Partien, in denen er lediglich vier Tore erzielte. Sein letztes Pflichtspiel für Union war die Begegnung des 33. Spieltages 1992/93 1. FC Union – Energie Cottbus (2:1). Es war sein 127. Pflichtspiel. Insgesamt erzielte er in diesen Partien 31 Tore. Wegen seiner anhaltenden Kniebeschwerden musste er 1994 den Leistungssport aufgeben.

### Auswahleinsätze
Seine Leistungen in der Juniorenoberliga machten ihn für die Auswahltrainer des DFV interessant. 1987 bestritt der Union-Akteur aus diesem Grund drei Länderspiele für die U-18 der DDR.
Im Frühjahr 1988 rückte er auch in die U-21-Nationalmannschaft des DFV auf. Für dieses Team absolvierte die Union-Offensivkraft nach seinem Debüt am 12. April 1988 bis Spätsommer 1989 noch acht weitere Nachwuchsländerspiele.